# Lophozia inflata
Lophozia inflata là một loài rêu tản trong họ Jungermanniaceae. Loài này được (Huds.) M. Howe miêu tả khoa học lần đầu tiên năm 1899.